# Andreas Boes

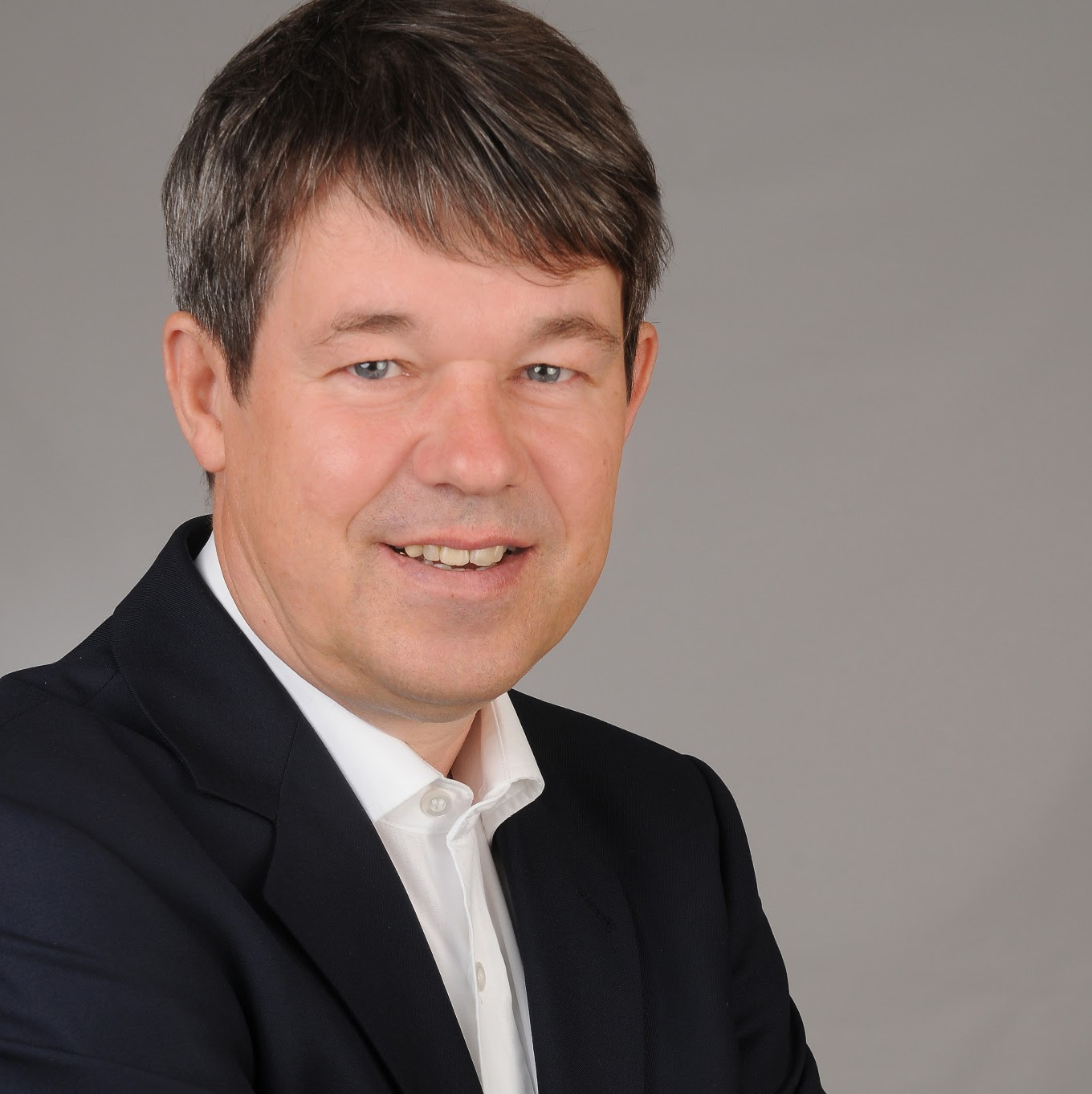
Andreas Boes (2011)

Andreas Boes (* 1959) ist ein deutscher Soziologe. Er arbeitet am Institut für Sozialwissenschaftliche Forschung e.V. – ISF München und ist außerplanmäßiger Professor an der Technischen Universität Darmstadt.

## Leben
Andreas Boes studierte von 1981 bis 1987 an der Philipps-Universität Marburg und Universität Wien die Fächer Soziologie, Politikwissenschaften, Volkswirtschaftslehre und Pädagogik und beendete das Studium als Diplom-Soziologe. Im Anschluss arbeitete er als wissenschaftlicher Mitarbeiter am Institut für Sozialwissenschaftliche Forschung (ISF) Marburg, das er von 1991 bis 1993 leitete. Es folgte eine selbstständige Tätigkeit im Bereich sozialwissenschaftlicher Forschung und Beratung (1993–1998) und eine Tätigkeit als wissenschaftlicher Mitarbeiter der Technischen Universität Darmstadt (1998–2000). Seit 2000 ist er wissenschaftlicher Mitarbeiter des Instituts für Sozialwissenschaftliche Forschung (ISF) München, in dem er 2008 in den Vorstand berufen wurde. Von 2018 bis 2022 war er Mitglied des Direktoriums des Bayerischen Forschungsinstituts für Digitale Transformation (bidt).
Andreas Boes promovierte 2002 an der TU Darmstadt. Seine Dissertation trägt den Titel „Zukunftsprojekt Mitbestimmung? - Empirische Untersuchung des Wandels der Arbeit und der Arbeitsbeziehungen in der IT-Industrie“. 2006 folgte die Habilitation an der TU Darmstadt zum Thema „Informatisierung und gesellschaftlicher Wandel“ und die Verleihung der Venia legendi für Soziologie.

## Wissenschaftliches Werk
Die Arbeitsschwerpunkte in der Forschung von Andreas Boes sind die Informatisierung der Gesellschaft, Zukunft der Arbeit, Qualifikationsentwicklung von Computerspezialisten und Entwicklung der IT-Industrie. Durch seine sowohl empirische als auch theoretische Arbeit als Soziologe trug er maßgeblich zu der Begriffsbildung und Erforschung der Informatisierung und ihrer historischen und gesellschaftlichen Bedeutung bei.
Andreas Boes versteht Informatisierung als gesellschaftlichen und sozialen Prozess, Informationen vom Subjekt unabhängig nutzbar zu machen. Damit ist also die Vergegenständlichung geistiger Prozesse gemeint wie zum Beispiel die Niederschrift in einem Text. Aus dieser Perspektive und aus einem produktivkrafttheoretischen Verständnis heraus wird die allgemeine Bedeutung des sozialen Umgangs mit technischen Meilensteinen, wie etwa der doppelten Buchführung, der Computerisierung und des Internets, für die gesellschaftliche Entwicklung deutlich und tritt insbesondere im Hinblick auf Arbeit und Produktionsweise – als zentrale Merkmale einer Gesellschaft – hervor.
Boes geht von einem fortschreitenden Wandel der Informatisierung aus. Demnach war diese schon für die Entwicklung der industrialisierten Produktionsweise fundamental, da sie die „Unterseite“ der Industrialisierung bildete, indem sie als Grundlage der Verwissenschaftlichung der Maschinensysteme, die die Oberseite bildeten, ihre Wirkung entfaltete. In der aktuellen Phase der Entwicklung wird auf der Basis moderner Informations- und Kommunikationstechnologien – wie dem Internet – ein neuer sozialer Handlungsraum durch seine Nutzer geschaffen. Diesen nennt er den „Informationsraum“. Entscheidend für dessen Verständnis ist dabei, dass es sich nicht lediglich um eine Infrastruktur zum Transport von Informationen durch das Internet handelt, sondern dass Menschen unabhängig von ihrem lokalen Standort und über große Entfernungen hinweg einer gemeinsamen Praxis nachgehen können. Durch dieses soziale Interagieren und Kooperieren entstehen neue Potenziale, in Beziehung zueinander zu treten. Im Informationsraum verändert sich zudem die Produktion von gesellschaftlichen Wissensformen (vgl. general intellect). Diese kann nun gemeinschaftlich und global im Sinne sogenannter „Communities of Practice“ stattfinden (z. B. Wikipedia). Auch neue Sphären der Kommunikation, die eine weltgesellschaftliche Öffentlichkeit zulassen, sind Teil dieser Entwicklung. Zusammengefasst begreift Andreas Boes den Informationsraum anhand seiner Folgen als einen historischen Produktivkraftsprung.
Weiterhin dient die somit aufgeworfene Theorieperspektive zur konkreten Analyse von aktuellen Entwicklungsprozessen speziell in der Ökonomie. In Unternehmen wird der Informationsraum für Beschäftigte zunehmend zum globalen "Raum der Produktion" (ein Bsp. sind Softwareentwickler, die in global verteilten Teams an denselben Produkt arbeiten und sich darüber über das Internet verständigen) und sich und zum zentralen Bezugssystem der Steuerung der Produktion. Unternehmen werden durch IT-gestützte Prozesse zusammengehalten und können sich systematisch in globale Wertschöpfungsketten integrieren.
Somit entsteht aus dem Kapitalismus 1.n, der sich durch die Maschinensysteme der „großen Industrie“ auszeichnet, der Kapitalismus 2.n. Arbeit im Kapitalismus 2.n zeichnet sich aus durch die Dominanz der Informationsebene (z. B. Steuerung über Zahlen und Finanzmarktorientierung), Entkoppelung von Raum und Ort (z. B. Globalisierung von Kopfarbeit), Industrialisierung neuen Typs (z. B. zunehmende Prozessorientierung) und neue Formen der Kontrolle („System permanenter Bewährung“). Über diese analytische Perspektive hinaus geht in die soziologische Betrachtungsweise von Andreas Boes auch immer die subjektive Sichtweise der betroffenen Menschen ein.

## Ausgewählte Veröffentlichungen
- mit Tobias Kämpf: Informatisierung als Produktivkraft: Der informatisierte Produktionsmodus als Basis einer neuen Phase des Kapitalismus. In: Klaus Dörre, Dieter Sauer, Volker Wittke (Hrsg.): Kapitalismustheorie und Arbeit. Neue Ansätze soziologischer Kritik. campus, Frankfurt am Main 2012
- mit Tobias Kämpf: Zeitenwende im Büro. In: Gegenblende. Das gewerkschaftliche Debattenmagazin, www.gegenblende.de.
- mit Andrea Baukrowitz, Tobias Kämpf, Kira Marrs (Hrsg.): Qualifizieren für eine global vernetzte Ökonomie. Vorreiter IT-Branche: Analysen, Erfolgsfaktoren, Best Practices, Springer Gabler, Wiesbaden 2012
- mit Tobias Kämpf: Global verteilte Kopfarbeit. Offshoring und der Wandel der Arbeitsbeziehungen, edition sigma, Berlin 2012
- Tobias Kämpf, Katrin Gül (Trinks): Die IT-Industrie – Vom Eldorado gesunder Arbeit zur Burn-Out-Zone? In: Anja Gerlmaier; Erich Latniak (Hrsg.): Burnout in der IT-Branche. Ursachen und betriebliche Prävention, Asanger, Kröning, S. 19–52, 2011
- Anja, Bultemeier, Tobias Kämpf, Rainer Trinczek (Hrsg.): Strukturen und Spielregeln in modernen Unternehmen und was sie für Frauenkarrieren bedeuten (können) (PDF; 4,5 MB). Arbeitspapier 2 des Projekts Frauen in Karriere. München: ISF München 2011
- mit Anja Bultemeier: Anerkennung im System permanenter Bewährung. In: Hans-Georg Soeffner (Hrsg.): Unsichere Zeiten. Herausforderungen gesellschaftlicher Transformationen. Verhandlungen des 34. Kongresses der Deutschen Gesellschaft für Soziologie. VS Verlag für Sozialwissenschaften,  CD-ROM, Wiesbaden 2010.
- mit Anja Bultemeier: Informatisierung – Unsicherheit – Kontrolle. In: Kai Dröge, Kira Marrs und Wolfgang Menz (Hg.): Die Rückkehr der Leistungsfrage. Leistung in Arbeit, Unternehmen und Gesellschaft. Berlin: edition sigma, S. 59–91, 2008
- mit Katrin Trinks: 'Theoretisch bin ich frei!' Interessenhandeln und Mitbestimmung in der IT-Industrie. Berlin: edition sigma, 2006
- Informatisierung. In: SOFI, IAB, ISF München und INIFES (Hg.): Berichterstattung zur sozioökonomischen Entwicklung in Deutschland – Arbeits- und Lebensweisen. Erster Bericht. Wiesbaden: VS Verlag für Sozialwissenschaften, S. 211–244, 2005
- Zukunftsprojekt Mitbestimmung? – Empirische Untersuchung des Wandels der Arbeit und der Arbeitsbeziehungen in der IT-Industrie, Diss., Darmstadt, 2002
- mit Andrea Baukrowitz: Arbeitsbeziehungen in der IT-Industrie – Erosion oder Innovation der Mitbestimmung?, edition sigma, Berlin, 2002